# Oszter Alexandra
Oszter Alexandra (Budapest, 1980. április 20. –) magyar színésznő, képzőművész, illusztrátor.

## Életpályája
Szülei: Oszter Sándor színművész és Failoni Donatella zongoraművész. Középiskolai tanulmányait a Teleki Blanka Gimnáziumban, színi tanulmányait Gór Nagy Mária Színitanodájában végezte. Pályáját a Vidám Színpadon kezdte 2000-ben. Szabadfoglakozású művésznőként játszott többek között az Újpest Színházban, a Fogi Színtársulatban, a Ruttkai Éva Színházban, a Gózon Gyula Kamaraszínházban, a Békés Megyei Jókai Színházban és a kecskeméti Katona József Színházban. Képzőművészettel is foglalkozik, grafikákat, festményeket és könyvillusztrációkat is készít. 2021-től rajzoktatóként is dolgozik.

## Fontosabb színházi szerepei
- Anton Pavlovics Csehov: Ványa bácsi... Jelena Andrejevna
- Georges Feydeau: Bolha a fülbe... Lucienne de Histangua
- Georges Feydeau: A balek... Mme Pontagnac
- Claude Magnier – Nádas Gábor – Szenes Iván: Mona Marie mosolya... Marie
- Jerry Hermann: Hello, Dolly!... Mrs. Irene Molloy
- Marc Camoletti: Leszállás Párizsban... Jacquline
- Maurice Hennequin – Pierre Veber: Elvámolt nászéjszaka... Lisa
- Brandon Thomas: Charley nénje... Ella Delahay
- Schönthan testvérek – Kellér Dezső – Horváth Jenő – Szenes Iván: A szabin nők elrablása... Etelka
- Molnár Ferenc: Az ibolya... Ilonka
- Molnár Ferenc: A hattyú... Alexandra
- Harsányi Gábor: www.család az Interneten.hu hu... Tibiék 2. lánya
- Harsányi Gábor: Királytörténet... szereplő
- Vaszary Gábor: Ki a hunyó? avagy Bubus... Klárika
- Vaszary Gábor – Fényes Szabolcs – Szenes Iván: Az ördög nem alszik... Éva
- K. Halász Gyula – Eisemann Mihály – Kellér Dezső: Fiatalság bolondság... Dömsödi Babszi, a naíva
- Éri-Halász Imre – Eisemann Mihály – Békeffi István: Egy csók és más semmi... Teca
- Nóti Károly – Zágon István – Eisemann Mihály: Hippolyt a lakáj... Mimi, lokáltáncosnő
- Anyád kínja – avagy az anyaság, és ami mögötte van... szereplő

## Filmek, tv
- A titkos háború (2002)
- Barátok közt (2002–2003)
- Rövid, de kemény... életem (2008)

## Könyvillusztrációi
- Kepes Ágnes: Sün Peti és barátai – Kalandok az erdei óvodában (Officina'96 Kiadó – 2015) ISBN 9786155065408
- Kepes Ágnes: Sün Peti újabb kalandjai – Kalandok az erdei óvodában (Alexandra Könyvesház Kft. – 2017) ISBN 9789634470809